# ヨーク教区

ヨーク教区の紋章

ヨーク教区の旗

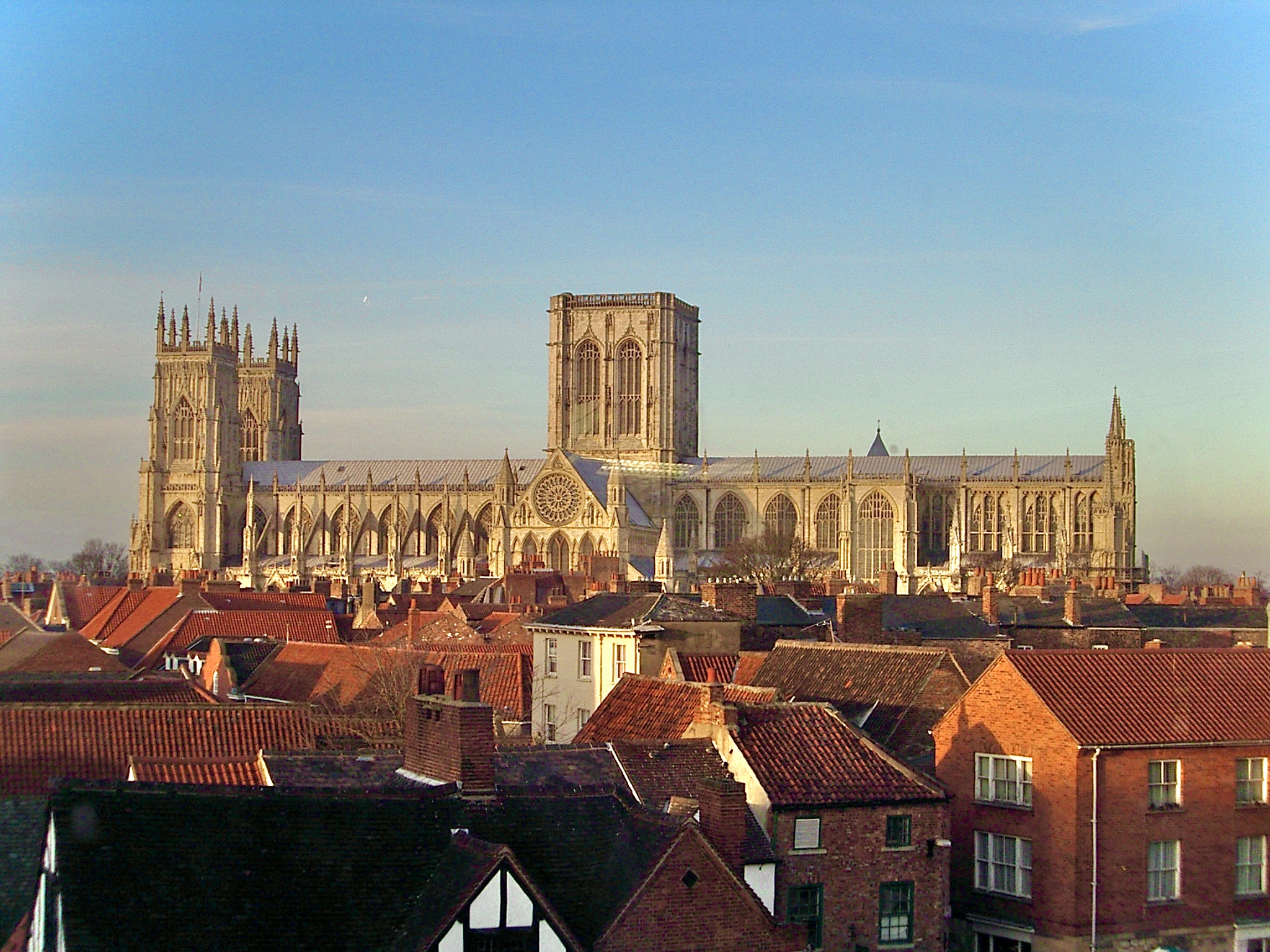
ヨーク・ミンスター（南側）

ヨーク教区は（ヨークきょうく、英語: Diocese of York）、イングランド教会ヨーク管区の教区のひとつで、ヨーク市、ノース・ヨークシャーの東部、およびヨークシャー・アンド・ザ・ハンバーの大部分をカバーしている。
こ教区はヨーク大主教が率いており、その主教座聖堂はヨーク・ミンスター（北緯53度57分43秒 西経1度4分55秒 / 北緯53.96194度 西経1.08194度座標: 北緯53度57分43秒 西経1度4分55秒 / 北緯53.96194度 西経1.08194度）である。教区は 3 つの大執事区（archdeaconry）、すなわち北のクリーブランド執事区 (ウィットビー次席主教がいる)、東のイースト・ライディング執事区 (ハル次席主教がいる)、南西のヨークの大執事区 (セルビー次席主教がいる) がある。
この教区は、1541年にここの広い地域の大執事区として設立され、以前はもっと大きく、ヨークシャー、ノッティンガムシャー、ダービーシャー、およびノーサンバーランド、ランカシャー、カンバーランド、ウェストモーランド三郡の一部をカバーしていた。その後いくつかの地域を別教区として徐々に独立させて、1914年にはほぼ今の地域をカバーする教区となった。

## 大執事区と各大執事区の執事区
現在の３つの大執事区と、各大執事区内の執事区は上の英語版を見よ。

## 参照項目
- ヨーク管区
- ビショップソープ宮殿
- イングランド教会の教会組織